# Испанско-черногорские отношения
Испанско-черногорские отношения — двусторонние дипломатические отношения между Испанией и Черногорией. Государства являются членами Совета Европы, Союза для Средиземноморья и НАТО. Также Черногория является кандидатом на вступление в Европейский союз, а Испания — членом этой организации.

## История
В июне 2006 года Черногория обрела независимость от Сербии, а 11 декабря 2006 года были официально установлены дипломатические отношения с Испанией путём обмена нотами между министром иностранных дел Испании Мигелем Анхелем Моратиносом и его черногорским коллегой Миланом Роченом. С тех пор отношения между двумя странами считаются отличными, не имеется каких-либо проблемных вопросов. Испания поддерживает желание Черногории вступить в Европейский союз и в структуры евроатлантической безопасности.
Близость позиций и заинтересованность в укреплении отношений лежали в основе переговоров, по итогам которых была подписана двусторонняя политическая декларация 19 мая 2011 года по случаю визита главы МИД Черногории Милана Рочена в Мадрид и его переговоров с министром иностранных дел Испании Тринидадом Хименесом. В декабре 2013 года первый посол Черногории в Испании Желько Перович вручил копии своих верительных грамот в МИД Испании.

## Торговля
Торговые отношения развиваются на основе соглашений, подписанных с бывшей Союзной Республикой Югославией. Испанский экспорт в Черногорию в 2013 году составил сумму 27,6 миллиона евро, что на 8,2 % больше, чем в 2012 году. В том же году импорт из Черногории составил чуть более 860 000 евро. В сфере туризма и транспорта черногорские агентства продают туристические туры в Испанию, предпочтительно на побережье и на Балеарских островах.

## Дипломатические представительства
У Черногории имеется посольство в Мадриде. интересы Испании в Черногории представлены через посольство в Белграде (Сербия).